# Kościół Matki Boskiej Kochawińskiej w Gliwicach
Kościół Matki Boskiej Kochawińskiej w Gliwicach – kościół parafialny pod wezwaniem Matki Boskiej Kochawińskiej, Diecezjalne Sanktuarium Matki Bożej Dobrej Drogi w Gliwicach na os. Kopernika.

## Historia
Historia kościoła związana jest z powstaniem parafii Matki Boskiej Kochawińskiej na osiedlu Kopernika w Gliwicach, erygowanej 26 sierpnia 1994 przez biskupa gliwickiego Jana Wieczorka i powierzonej opiece Jezuitów. Starania o budowę kościoła trwały od 1982, nie było jednak zgody władz rządowych. Dopiero w 1991 wydano decyzję lokalizacyjną i odsprzedano w wieczyste użytkowanie działkę pod budowę kościoła. Już przed uzyskaniem oficjalnej zgody w 1990 na działce postawiono kościół zastępczy. W 1992 rozpoczęto budowę właściwego kościoła według projektu Zenona Nasterskiego. 12 maja 1996 dokonano wmurowania aktu erekcyjnego i kamienia węgielnego poświęconego już w 1983 przez papieża Jana Pawła II na Górze Świętej Anny. Kościół oddano do użytku 24 grudnia 2001 podczas uroczystej Pasterki. Cudowny obraz umieszczono w ołtarzu pochodzącym z kościoła św. Bartłomieja w Gliwicach.
Od 2008 wykonywane są prace we wnętrzu kościoła. Zamontowano nowy ołtarz główny organy, stacje drogi krzyżowej oraz duży krucyfiks nad prezbiterium. Na placu kościelnym w dzwonnicy zamontowano 3 dzwony, również dar parafii z Essen.
W następnych latach sprowadzono do kościoła relikwie Świętych (wielkich Czcicieli Matki Bożej): św. Jana Pawła II, św. Siostry Faustyny i bł. ks. Michała Sopoćko (z okazji Roku Miłosierdzia), a także jezuitów, św. Stanisława Kostki i św. Andrzeja Boboli.
W I Niedzielę Adwentu, 30 listopada 2014 roku bp Jan Kopiec dokonał konsekracji kościoła. W uroczystej Mszy św. uczestniczyło ponad dwudziestu kapłanów, szczególnie jezuici na czele z prowincjałem o. Jakubem Kołaczem SJ, a także licznie zgromadzeni wierni.
W 2020, jako wotum za 25. lecie istnienia parafii, staraniem proboszcza o. Roberta Więcka SJ, ufundowano nowy ołtarz główny, w którym umieszczono obraz Matki Boskiej Kochawińskiej. W dniu 26 sierpnia 2020, dokładnie w 26 rocznicę erygowania parafii, biskup gliwicki Jan Kopiec dokonał poświęcenia ołtarza oraz ustanowił świątynię Diecezjalnym Sanktuarium Matki Bożej Dobrej Drogi. 

## Architektura i wyposażenie
Kościół w swym wyglądzie nawiązuje do baroku. Jest to kościół dwupoziomowy, składający się z dwóch głównych części – kościoła górnego (zasadniczego) i kościoła dolnego, dotychczas nie oddanego do użytku. Kościół górny o powierzchni 737 m² z przestronnymi balkonami o powierzchni 486 m² może pomieścić około 1900 osób. Kościół zbudowany jest z cegły. Na fasadzie w tympanonie umieszczone są trzy płaskorzeźby – Maryi oraz oddających jej cześć św. Stanisława Kostki i św. Andrzeja Boboli. Pod nimi, na całej szerokości tympanonu rozciąga się napis O Mater Dei Electa Esto Nobis Via Recta zaczerpnięty z cudownego obrazu.
Ołtarz główny w latach 2008-2020 miał kształt monstrancji. W centralnej jego części umieszczony był cudowny obraz Matki Bożej Kochawińskiej. W 2020 ufundowano nowy ołtarz w formie drewnianego tryptyku. W centralnej części znajduje się kaseta z cudownym obrazem, a pod nią tabernakulum. W skrzydłach bocznych umieszczone są ikony czterech Ewangelistów. Na ścianach bocznych prezbiterium znajdują się gabloty z koronami obrazu oraz dewocjonaliami, zdjętymi z obrazu po jego renowacji. Na ścianie nawy głównej nad prezbiterium umieszczony jest okazały krucyfiks z figurą Chrystusa, wzorowaną na symbolice wschodu (z rękami wyprostowanymi w poziomie i stopami opartymi na podpórce). 

## Organy
Organy zbudowała firma Klais w 1948 roku dla katedry w Essen. W późniejszym czasie zostały przeniesione do tamtejszego kościoła św. Engelberta. Dobudowano wtedy dwa głosy językowe. Kościół ten został w 2008 r. wyłączony z użytku. Z tego powodu instrument został zakupiony do tutejszej świątyni. Na nowym miejscu zmontował go Michał Klepacki. Prospekt organów znajduje się na górnej emporze naprzeciwko ołtarza, a stół gry na dolnej emporze z prawej strony ołtarza.
Dyspozycja instrumentu:
| Manuał I         | Manuał II              | Pedał                            |
| ---------------- | ---------------------- | -------------------------------- |
| 1. Quintade 16'  | 1. Gedackt 8'          | 1. Principalbass 16' [nieczynny] |
| 2. Principal 8'  | 2. Salicet 8'          | 2. Subbass 16'                   |
| 3. Rohrflöte 8'  | 3. Principal 4'        | 3. Zartbass 16'                  |
| 4. Spitzflöte 4' | 4. Gemshorn 2'         | 4. Oktavbass 8'                  |
| 5. Oktave 2'     | 5. Sesquialtera 2 fach | 5. Gedacktbass 8'                |
| 6. Mixtur 4fach  | 6. Scharff 3-4 fach    | 6. Choralbass 4'                 |
| 7. Trompete 8'   | 7. Schalumey 8'        | 7. Fagott 16'                    |
|                  |                        | 8. Klarine 4'                    |